# El 18 de brumario de Luis Bonaparte
El 18 de brumario de Luis Bonaparte es una obra escrita por Karl Marx entre diciembre de 1851 y marzo de 1852, publicada en la revista Die Revolution, fundada por su amigo Joseph Weydemeyer y publicada (en alemán) en Nueva York.
En esta obra Marx intenta exponer cómo el golpe de Estado del 2 de diciembre de 1851 en París, dado por Luis Bonaparte, fue propiciado por la lucha de clases y las condiciones materiales que cada una de las clases sociales defendía, dada la escena política del momento (desmarcándose u ofreciendo una explicación diferente de Coup d'Etat de Pierre-Joseph Proudhon o el Napoleón el Pequeño de Victor Hugo). Al respecto de esto, Marx dice lo siguiente:

Entre las obras que trataban en la misma época del mismo tema, sólo dos son dignas de mención: "Napoléon le Petit", de Víctor Hugo y "Coup d'Etat", de Proudhon. Víctor Hugo se limita a una amarga e ingeniosa invectiva contra el editor responsable del golpe de Estado. En cuanto el acontecimiento mismo, parece, en su obra, un rayo que cayese de un cielo sereno. No ve en él más que un acto de fuerza de un solo individuo. No advierte que lo que hace es engrandecer a este individuo en vez de empequeñecerlo, al atribuirle un poder personal de iniciativa que no tenía paralelo en la historia universal. Por su parte, Proudhon intenta presentar el golpe de Estado como resultado de un desarrollo histórico anterior. Pero, entre las manos, la construcción histórica del golpe de Estado se le convierte en una apología histórica del héroe del golpe de Estado. Cae con ello en el defecto de nuestros pretendidos historiadores objetivos. Yo, por el contrario, demuestro cómo la lucha de clases creó en Francia las circunstancias y las condiciones que permitieron a un personaje mediocre y grotesco representar el papel de héroe.

El texto comienza con la famosa frase de Marx "La historia ocurre dos veces: la primera vez como una gran tragedia y la segunda como una miserable farsa" (que es un cumplido a la frase original formulada por Hegel: la historia ocurre primero como contingencia, y luego como necesidad), parodiando de esta forma el golpe dado por Luis Napoleón Bonaparte como una imitación inferior del verdadero 18 de brumario: el golpe dado el 9 de noviembre de 1799 (18 de brumario del año VIII, según el calendario republicano) por Napoleón Bonaparte, culminando la fase revolucionaria del ascenso de la burguesía al poder e iniciando el imperialismo expansionista francés en Europa.

## Resumen
En esta obra, Marx trata de describir los hechos ocurridos desde la proclamación de la Segunda República Francesa en 1848 hasta el posterior golpe de Estado del 18 brumario de 1851 por parte de Luis Bonaparte. Así explica el transcurso de estos hechos en el marco de la lucha de clases, mediante su método de análisis, el materialismo histórico. 
Describe el período de 1848 cuando fue proclamada la Segunda República, como un momento con tres clases sociales en lucha, estas tres clases eran, por un lado el proletariado incipiente, por otro los elementos de la burguesía liberal y por último los elementos más reaccionarios de la sociedad, encarnados en los aspirantes al trono borbónico. Así para Marx los diferentes intereses sociales y dinásticos en realidad no eran más que la afirmación de la defensa de los intereses económicos que cada clase tenía. Siendo la burguesía liberal con un interés  dinástico en la casa de Orleáns, defensores de una economía financiera y la burguesía más reaccionaria representada en la casa de Borbón, defensores de una economía latifundista. Según Marx, en 1848, con la caída del gobierno de Luis Felipe I de Francia, y con ello el fin de la Monarquía constitucional francesa en la Revolución francesa de 1848, hecho que llevó a la proclamación de la Segunda República. La burguesía liberal republicana (el sector burgués más progresista) utilizó al proletariado para poner fin a la monarquía y contra la burguesía latifundista, y una vez que la burguesía liberal republicana se libró de la burguesía latifundista, pasó a la represión contra el proletariado utilizando al ejército. Un proletariado que después de la proclamación de la Segunda República, soñaba con la creación de una república social que garantizara la totalidad de sus derechos y demandas, y que poco a poco iba creando infraestructuras con las que lograr su objetivo como los Talleres Nacionales, una vez que la negativa hacía las demandas obreras fue palpable, y los Talleres Nacionales fueron clausurados lo que llevó a las protestas de junio en 1848, fue cuando empezó la represión contra todo el movimiento obrero.
Así Luis Bonaparte se presentó el único capaz de restablecer la ley y como la persona adecuada para encargarse de la represión del proletariado. Prometiendo restablecer la grandeza de Francia, y mediante la explotación de imagen de su antepasado, sus maniobras políticas, y los resquicios legales que ofrecía la recién creada de la Constitución de  1848, aprovechó las luchas internas en los diferentes sectores de la burguesía para ir enfrentándoles los unos con los otros y a la vez conseguir más poder dentro de la maquinaria estatal. Primero como presidente de la Segunda República, y una vez acabado el término de su mandato legal,  y después momento en el que habiendo descabezado el poder político y social de los diferentes sectores de la burguesía, utilizó al grupo social del lumpenproletariado para dar un golpe de Estado y hacerse con el control absoluto de la Segunda República, y posteriormente proclamar el Segundo Imperio Francés.